# Oberndorf (Möhrendorf)

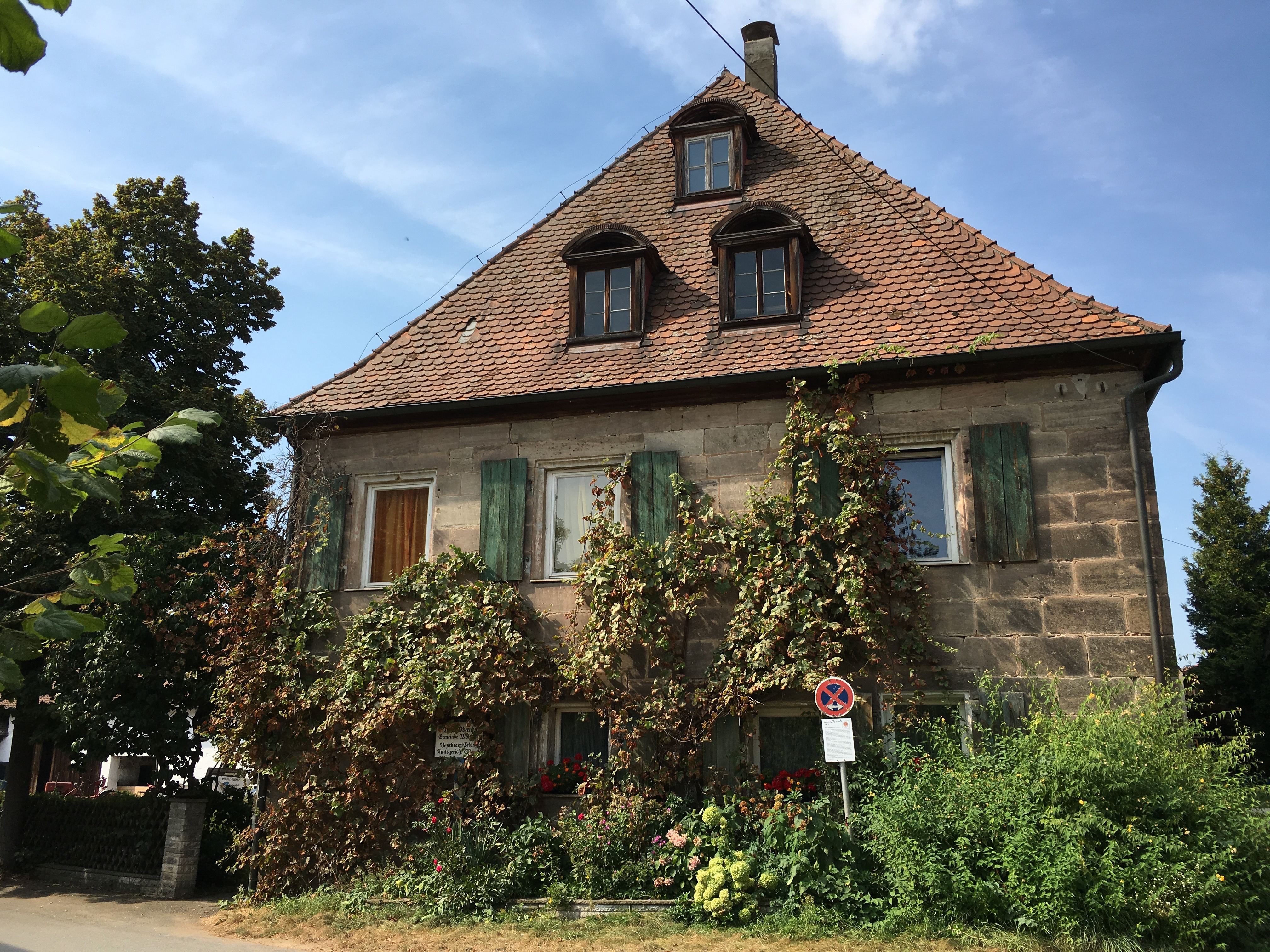
Ehemaliger Herrensitz

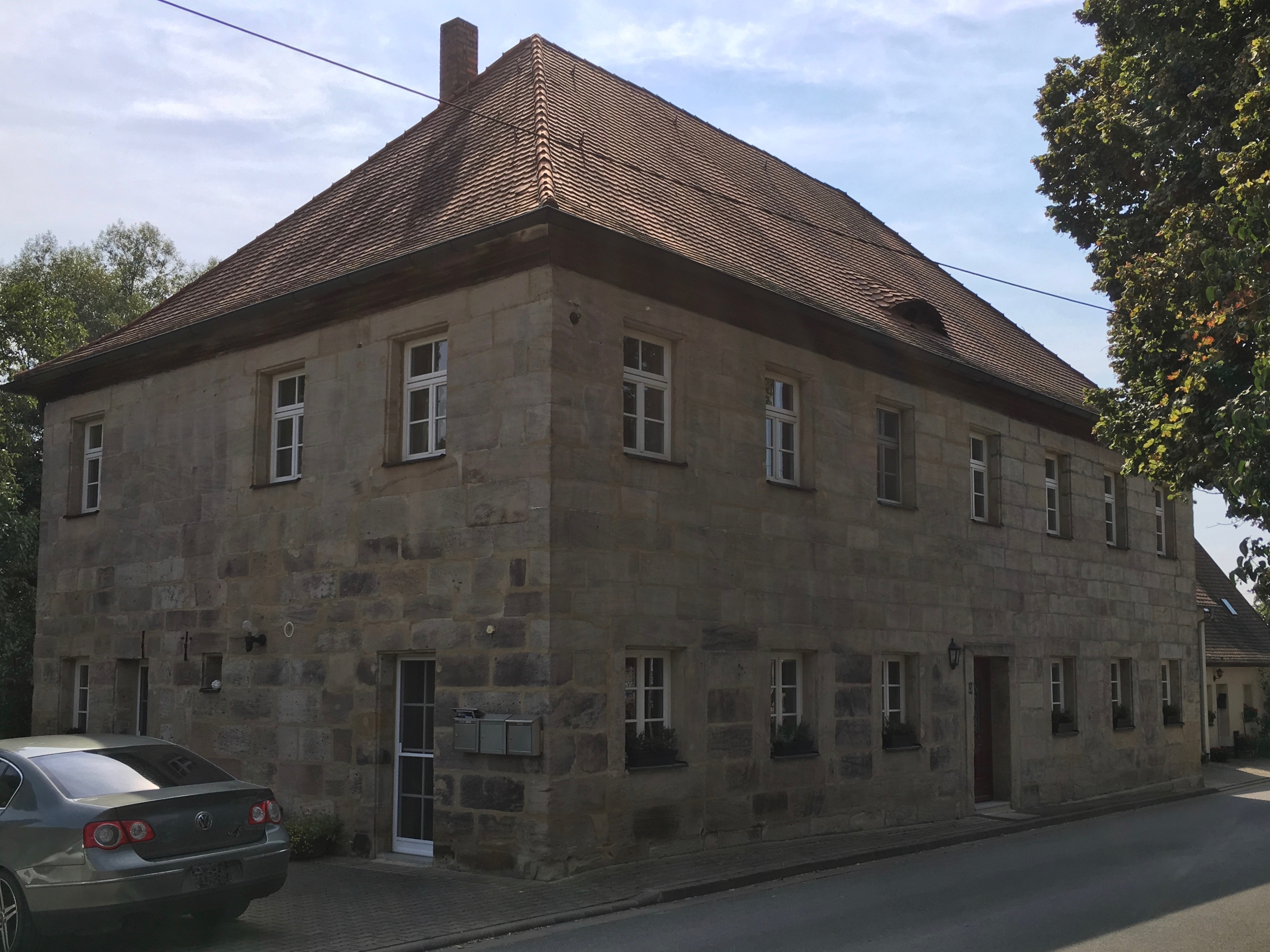
Ehemaliges Verwalterhaus

Oberndorf ([ˈoːbɐnˌdɔʁf] , fränkisch: Obanndoff) ist ein Gemeindeteil der Gemeinde Möhrendorf im Landkreis Erlangen-Höchstadt (Mittelfranken, Bayern). Oberndorf liegt in der Gemarkung Möhrendorf.

## Lage
Der Weiler liegt an einem rechten Zufluss der Regnitz, die 100 Meter weiter östlich vorbeifließt. Ein Anliegerweg führt nach Möhrendorf (0,6 km nordwestlich).

## Geschichte
Der Ort wurde 1340 als „Oberndorf“ erstmals urkundlich erwähnt. Das Rittergut gehörte ursprünglich den Herren von Seckendorff. 1375 verkauften sie es an den Nürnberger Patrizier Leupold Schürstab, dessen Nachfahren sich daraufhin „Schürstab von Oberndorf“ nannten. Das Gut wurde 1552 im Zweiten Markgrafenkrieg in Schutt und Asche gelegt; 1608 wurden die Reste an die Tucher verkauft, die sie bis 1661 besaßen. 1790–1819 gehörten sie den Egloffstein. 1796 wurde unter der Patrizierfamilie Haller von Raitenbuch ein kleines neues Herrenhaus erbaut, das 1828 die Familie Reck erwarb. 1855 wurde das Rittergut zerschlagen, die Felder kamen in bäuerlichen Besitz. Der Ort lag im Fraischbezirk des brandenburg-bayreuthischen Oberamtes Baiersdorf. Neben dem Rittergut gab es noch zwei Bauernhäuser und eine Schäferei.
Von 1797 bis 1810 unterstand der Ort dem Justiz- und Kammeramt Erlangen. Im Rahmen des Gemeindeedikts (frühes 19. Jahrhundert) wurde Oberndorf dem Steuerdistrikt und der Ruralgemeinde Möhrendorf zugeordnet.

### Baudenkmäler
- Haus Nr. 1: Ehemaliger Herrensitz
- Haus Nr. 2: Bauernhof
- Haus Nr. 3: Kleinbauernhaus
- Haus Nr. 4: Kleinbauernhaus
- Haus Nr. 5: Ehemaliges Verwalterhaus
- Möhrendorfer Wasserschöpfräder

### Einwohnerentwicklung
| Jahr      | 001818 | 001840 | 001861 | 001871 | 001885 | 001900 | 001925 | 001950 | 001961 | 001970 | 001987 |
| Einwohner | 63     | 57     | 39     | 46     | 66     | 46     | 47     | 44     | 31     | 30     | 27     |
| Häuser    | 8      | 8      |        |        | 9      | 10     | 8      | 7      | 7      |        | 6      |
| Quelle    | [ 8 ]  | [ 10 ] | [ 11 ] | [ 12 ] | [ 13 ] | [ 14 ] | [ 15 ] | [ 16 ] | [ 17 ] | [ 18 ] | [ 1 ]  |

## Religion
Der Ort ist seit der Reformation evangelisch-lutherisch geprägt und nach St. Oswald und Martin (Möhrendorf) gepfarrt. Die Einwohner römisch-katholischer Konfession sind nach Herz Jesu (Erlangen) gepfarrt.